# Cercyon aequatus
Cercyon aequatus är en skalbaggsart som beskrevs av Knisch 1924. Cercyon aequatus ingår i släktet Cercyon och familjen palpbaggar. Inga underarter finns listade i Catalogue of Life.